# Saurashtra (språk)
Saurashtra (ꢱꣃꢬꢵꢰ꣄ꢜ꣄ꢬꢪ꣄ saurāṣṭram) är ett indo-iranskt språk som talas av uppskattningsvis 247 702 personer (enligt 2011 folkräkning) i den indiska delstaten Tamil Nadu. Språket är nära besläktat med gujarati. I övrigt domineras regionen av språk tillhörande den dravidiska språkfamiljen.

## Skrift
Saurashtra skrivs med ett skriftsystem med samma namn som utvecklades vid slutet av 1800-talet. I dagens läge kan språket också skrivas med tamilska, latinska, teluguskriften och devanagari. En debatt pågår om vilket skriftsystem som ska användas fortsättningsvis.
I likhet med tamil skrivs konsonantkluster genom att konsonanter utan efterföljande vokal markeras med ett virama snarare än genom komplexa ligaturer som i exempelvis devanagari. Ett undantag är k+ṣ som ibland betraktas som en egen bokstav och då hamnar sist i bokstavsorningen.
Liksom andra skriftsystem i Brahmifamiljen så är saurashtra en abugida vilket innebär att varje konsonant har en medföljande vokal (i det här fallet a). Vokalen kan ändras eller avlägsnas genom att konsonanten förses med diakritiska tecken.

### Vokaler
| Tecken | Med ꢒ (k) | ISO | Tecken | Med ꢒ (k) | ISO |
| ------ | --------- | --- | ------ | --------- | --- |
| ꢂ      | ꢒ         | a   | ꢃ      | ꢒꢵ         | ā   |
| ꢄ      | ꢒꢶ         | i   | ꢅ      | ꢒꢷ         | ī   |
| ꢆ      | ꢒꢸ         | u   | ꢇ      | ꢒꢹ         | ū   |
| ꢈ      | ꢒꢺ         | r̥   | ꢉ      | ꢒꢻ         | r̥̄   |
| ꢊ      | ꢒꢼ         | l̥   | ꢋ      | ꢒꢽ         | l̥̄   |
| ꢌ      | ꢒꢾ         | e   | ꢍ      | ꢒꢿ         | ē   |
| ꢏ      | ꢒꣀ         | o   | ꢐ      | ꢒꣁ         | ō   |
| ꢎ      | ꢒꣂ         | ai  | ꢑ      | ꢒꣃ         | au  |

### Konsonanter
| Tecken | ISO | Tecken | ISO | Tecken | ISO | Tecken | ISO | Tecken | ISO |
| ------ | --- | ------ | --- | ------ | --- | ------ | --- | ------ | --- |
| ꢒ      | k   | ꢓ      | kh  | ꢔ      | g   | ꢕ      | gh  | ꢖ      | ṅ   |
| ꢗ      | c   | ꢘ      | ch  | ꢙ      | j   | ꢚ      | jh  | ꢛ      | ñ   |
| ꢜ      | ṭ   | ꢝ      | ṭh  | ꢞ      | ḍ   | ꢟ      | ḍh  | ꢠ      | ṇ   |
| ꢡ      | t   | ꢢ      | th  | ꢣ      | d   | ꢤ      | dh  | ꢥ      | n   |
| ꢦ      | p   | ꢧ      | ph  | ꢨ      | b   | ꢩ      | bh  | ꢪ      | m   |
| ꢫ      | y   | ꢬ      | r   | ꢭ      | l   | ꢮ      | v   |        |     |
| ꢯ      | ś   | ꢰ      | ṣ   | ꢱ      | s   | ꢲ      | h   | ꢳ      | ḷ   |